# Nidema ottonis
Nidema ottonis là một loài thực vật có hoa trong họ Lan. Loài này được (Rchb.f.) Britton & Millsp. mô tả khoa học đầu tiên năm 1920.